# 最佳拍檔之女皇密令
《最佳拍档之女皇密令》是一部1984年徐克导演的香港動作喜劇片。由許冠傑、麥嘉、張艾嘉、許冠英主演。

## 故事大纲
KING KONG在巴黎旅行之中，被「英女皇」捉住並要求執行「女皇密令」偷取鑽石，然而KING KONG在多次犯案後終被光頭佬捉住，隨後識穿假女皇集團並實行抓捕行動，但最後光頭仔（光頭佬與差婆之子）竟落入集團頭目手中。

## 演員
- 許冠杰 飾 金剛（KING KONG） (粵語配音: 許冠傑)
- 麥嘉 飾 光頭佬/Albert Au區瑞強 (粵語配音: 金貴)
- 張艾嘉 飾 差婆/何東詩 (高級督察) (粵語配音: 龍寶鈿)
- 尼尔·康纳利（英语：Neil Connery）（辛康納利的弟弟)飾 邦先生（007）(粵語配音: 朱子聰)
- 李察基路（Richard Kiel） 飾 大鋼牙 (粵語配音: 盧雄)
- 雷電杉山 飾 鋼帽，鐵手，金手指的僕人
- 許冠英 飾 雞泡 (粵語配音: 盧傑群)
- 曹查理 飾 曹經理 (粵語配音: 陳永信)
- 曹達華 飾 華叔
- 羅麗莎 飾 六嬸女兒，因六嬸有事而代班，到光頭佬家幫傭（片尾排名第2順位）(粵語配音: 盧素娟)
- 胡格特·豐弗洛克（法语：Huguette Funfrock） 飾 英女皇 (粵語配音: 盧素娟)
- 王嘉明 飾 光頭仔，光頭佬與差婆的兒子 (粵語配音: 盧素娟)
- 華康美子 飾 701探員，邦先生指派給金剛的助手 (粵語配音: 沈小蘭)
- 馮敬文 飾 督察
- 岑建勳 飾 總督察(客串) (粵語配音: 盧雄)
- 希芝范芬樂
- 李鵬飛
- 吳殷志
- 黃秀雯
- 王鑑波
- 積高治
- 余子明 飾 售貨員(粵語配音: 盧雄)
- 孫鏡雄
- 盧冠廷  飾 地鐵車長
- 彼德基夫斯（Peter Graves） 飾 白頭探長 (粵語配音: 朱子聰)
- 尊尼士拔

## 系列
《最佳拍檔》系列是新藝城的皇牌戲寶，也是80年代每年一度的招牌賀歲鉅片。
《最佳拍檔之女皇密令》是《最佳拍檔》系列中最賣座兼最熱鬧出色之傑作，1984年賀歲檔上映之時更再衝破二千九百多萬票房新紀錄。《最佳拍檔》系列雖說是集體創作，但《女皇密令》導演換上本港影壇怪傑徐克，到全片加添天馬行空的色彩。今集便有許多徐克前作《蝶變》及《蜀山》的影子，如許冠傑進警局盜寶、又與麥嘉乘坐飛行器衝入地鐵站等飛天遁地的特技場面，都拍得相當不俗。
笑料方面，亦保持《最佳拍檔》系列的特色散發出連場高度爆笑，像麥嘉被許冠傑、張艾嘉、許冠英以測謊機迫供，以及麥嘉餐廳調情等場面均抵死惹笑，最精采莫過於麥嘉、張艾嘉的可愛小兒子「光頭仔」，得意趣緻之餘亦帶出頗多笑料。
《女皇密令》更開始傾向國際化，影片除了到法國巴黎取景外，更邀得「占士邦」、「鋼牙」李察基頓等荷里活巨星演出，認真是大陣容、大製作。

## 外部連結
- 開眼電影網上《最佳拍檔之女皇密令》的資料（繁體中文）
- 豆瓣电影上《最佳拍檔之女皇密令》的資料 （简体中文）
- 时光网上《最佳拍檔之女皇密令》的資料（简体中文）
- AllMovie上《最佳拍檔之女皇密令》的资料（英文）
- 爛番茄上《最佳拍檔之女皇密令》的資料（英文）
- 香港影庫上《最佳拍檔之女皇密令》的資料（繁體中文）
- 互联网电影数据库（IMDb）上《最佳拍檔之女皇密令》的资料（英文）